# 懷特里弗鎮區 (印地安納州蘭道夫縣)
懷特里弗鎮區（英語：White River Township）是位於美國印地安納州蘭道夫縣的一個行政鎮區。

## 地方資料
根據2010年美國人口普查的數據，懷特里弗鎮區的面積為193.30平方千米，當中陸地面積為192.90平方千米，而水域面積為0.40平方千米。當地共有人口7513人，而人口密度為每平方千米38.87人。